# Saison (bière)
Pour les articles homonymes, voir Saison (homonymie).

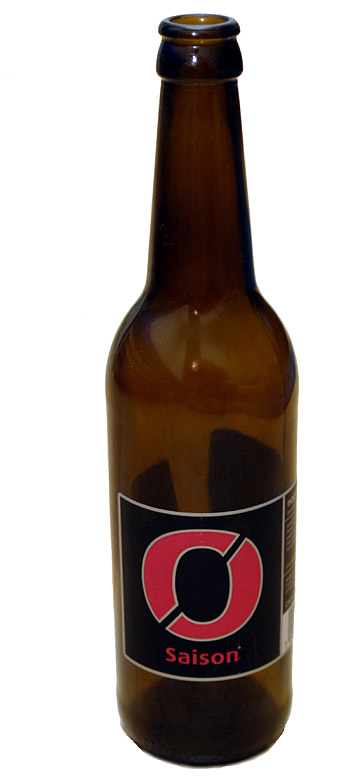
Bouteille de saison

La saison ou sezuen ou "seizoen" est un type de bière de saison belge brassée généralement dans les mois froids pour être (ultérieurement) bue l'été, à l'origine par des fermes pour les travailleurs saisonniers (comme l'erntebier allemande, avec un taux d'alcool réduit). 
Au départ, elle était surtout présente en Wallonie, et particulièrement en Hainaut (Belgique). 
Elle est comparable pour certains aspects aux bières de garde du Nord de la France et du Pas-de-Calais mais elle en diffère notamment par le goût plus amer.

## Caractéristiques
De robe blonde à ambrée, les bières de type saison présentent un houblonnage plus fort en comparaison aux autres bières de tradition belge (le houblon présentant des propriétés aseptisantes) et une refermentation en bouteille en caves, endroits les plus frais qui soient en été. 
Il est probable que les saisons traditionnelles aient été des bières de fermentation mixte, présentant une certaine acidité due à la présence de bactéries lactiques et/ou de levures sauvages, caractéristique qui a pratiquement disparu à l'heure actuelle. Les saisons contemporaines ont par ailleurs la particularité de présenter une teneur plus élevée en alcool (jusqu'à 6% vol.). 
Ce style s'est désormais également popularisé aux États-Unis et dans la scène craft beer internationale.

## Exemples
- Saison Dupont, de la Brasserie Dupont
- Saison d'Épautre, de la Brasserie de Blaugies
- Saison de Pipaix, de la Brasserie à Vapeur
- Saison de Han de la Brasserie de la Lesse